# Jesús Collado Alarcón
Jesús Collado Alarcón (nascido em 13 de setembro de 1979) é um nadador paralímpico espanhol. Representou a Espanha nos Jogos Paralímpicos de Verão de 2012 em Londres.